# Coubjours
Coubjours é uma comuna francesa na região administrativa da Nova Aquitânia, no departamento Dordonha. Estende-se por uma área de 9,72 km². Em 2010 a comuna tinha 129 habitantes (densidade: 13,3 hab./km²).